# Arnold Scholten
Arnold Scholten ('s-Hertogenbosch, 5 dicembre 1962) è un allenatore di calcio ed ex calciatore olandese, di ruolo centrocampista, assistente di Dirk Kuyt nell'Under-19 del Feyenoord.

## Palmarès

### Club

#### Competizioni nazionali
- Campionato olandese: 3

Ajax: 1989-1990, 1995-1996
Feyenoord: 1992-1993
- Coppa dei Paesi Bassi: 5

Ajax: 1986-1987
Feyenoord: 1990-1991, 1991-1992, 1993-1994, 1994-1995
- Supercoppa dei Paesi Bassi: 2

Feyenoord: 1991
Ajax: 1995

#### Competizioni internazionali
- Coppa delle Coppe: 1

Ajax: 1986-87
- Supercoppa UEFA: 1

Ajax: 1995